# Església de la Mare de Déu del Socors de Benetússer
L'Església parroquial de la Mare de Déu del Socors, és un edifici religiós situat al municipi de Benetússer. És Bé de Rellevància Local amb identificador nombre 46.16.054-001.